# Llista de rius del País Valencià
| Nom         | Tipus   | Conca    | Longitud | Superfície conca | Cabal      | Naixement                         | Naixement                                                | Desembocadura                                                    | Desembocadura                                            | Foto |
| Nom         | Tipus   | Conca    | Longitud | Superfície conca | Cabal      | Lloc                              | Coordenades                                              | Lloc                                                             | Coordenades                                              | Foto |
| ----------- | ------- | -------- | -------- | ---------------- | ---------- | --------------------------------- | -------------------------------------------------------- | ---------------------------------------------------------------- | -------------------------------------------------------- | ---- |
| Sénia       | riu     |          | 49 km    | 197,5 km2        | 1,51 m3/s  | els Ports (la Pobla de Benifassà) | n/d                                                      | Mar Mediterrània (Vinaròs)                                       | 40° 31′ 23″ N, 0° 30′ 52″ E / 40.523021°N,0.514419°E     |      |
| Cervol      | riu     |          | 59 km    | 343 km2          | 0,43 m³/s  | Serra del Turmell (Morella)       | 40° 38′ 18″ N, 0° 02′ 21″ O / 40.638371°N,0.039185°O     | Mar Mediterrània (Vinaròs)                                       | 40° 28′ 29″ N, 0° 29′ 01″ E / 40.474639°N,0.483682°E     |      |
| Cervera     | rambla  |          | 50 km    | n/d              | n/d        | Serra de Vallivana (Morella)      | 40° 30′ 40″ N, 0° 02′ 33″ E / 40.510995°N,0.042637°E     | Mar Mediterrània (Benicarló)                                     | 40° 25′ 09″ N, 0° 26′ 13″ E / 40.419118°N,0.436998°E     |      |
| Coves       | riu     |          | 37,9 km  | 507,1 km2        | n/d        | Tossal de la Nevera (Catí)        | n/d                                                      | Mar Meditarrània (Capicorb - Alcalà de Xivert)                   | 40° 12′ 38″ N, 0° 15′ 52″ E / 40.210424°N,0.264341°E     |      |
| Bergantes   | riu     | Ebre     | 60 km    | n/d              |            | El Muixacre (Morella)             | 40°32'02.3"N, 0°03'31.3"W / {{{dec-lat}}},{{{dec-long}}} | Riu Guadalop (Aiguaviva de Bergantes)                            | 40°52'08.3"N, 0°12'52.8"W / {{{dec-lat}}},{{{dec-long}}} |      |
| Cantavella  | riu     | Ebre     | 32 km    | n/d              |            | Cantavella                        | 40°31'40.7"N, 0°25'30.8"W / {{{dec-lat}}},{{{dec-long}}} | Bergantes (el Forcall)                                           | 40°38'58.8"N, 0°11'34.0"W / {{{dec-lat}}},{{{dec-long}}} |      |
| Montlleó    | riu     | Millars  | n/d      | n/d              | n/d        | Serra de Gúdar (Puertomingalvo)   | n/d                                                      | Rambla de la Vídua (la Serra d'En Galceran - Culla - les Useres) | 40° 13′ 13″ N, 0° 05′ 10″ O / 40.220248°N,0.086028°O     |      |
| Carbonera   | rambla  | Millars  | n/d      | n/d              |            | Mola d'Ares (Ares del Maestrat)   | 40° 26′ 57″ N, 0° 07′ 19″ O / 40.449152°N,0.122035°O     | Rambla de la Vídua (la Serra d'En Galceran - Culla - les Useres) | 40° 13′ 12″ N, 0° 05′ 07″ O / 40.220098°N,0.085236°O     |      |
| Valltorta   | barranc | Coves    | n/d      | n/d              |            | Catí                              | n/d                                                      | Riu de les Coves (les Coves de Vinromà)                          | 40°20'49.1"N, 0°07'41.0"E / {{{dec-lat}}},{{{dec-long}}} |      |
| Vilafermosa | riu     | Millars  | 57 km    | n/d              |            | Valdelinares                      | n/d                                                      | Riu Millars (Vallat)                                             | 40° 01′ 44″ N, 0° 20′ 31″ O / 40.028956°N,0.341878°O     |      |
| Carbo       | riu     | Millars  | n/d      | n/d              |            | Vilafermosa                       | 40° 13′ 35″ N, 0° 24′ 18″ O / 40.226252°N,0.405060°O     | Riu de Vilafermosa (Vilafermosa)                                 | 40° 11′ 48″ N, 0° 25′ 04″ O / 40.196538°N,0.417862°O     |      |
| Maimona     | barranc | Millars  | 39,5 km  | 171,6 km2        |            | Manzanera                         | n/d                                                      | Riu Millars (Montanejos)                                         | 40° 04′ 18″ N, 0° 31′ 31″ O / 40.071647°N,0.525168°O     |      |
| Montant     | riu     | Millars  | 10 km    | 58 km2           |            | Montant                           | 40° 00′ 46″ N, 0° 34′ 22″ O / 40.012871°N,0.572914°O     | Riu Millars (Montanejos)                                         | 40° 04′ 00″ N, 0° 31′ 18″ O / 40.066596°N,0.521680°O     |      |
| Aiòder      | rambla  | Millars  | n/d      | 70 km2           |            | les Fonts d'Aiòder                | n/d                                                      | Riu Millars (Espadella)                                          | 40° 01′ 44″ N, 0° 21′ 07″ O / 40.028767°N,0.351945°O     |      |
| Santa Anna  | rambla  | Millars  | n/d      | n/d              |            | Sucaina                           | n/d                                                      | Riu Vilafermosa (Lludient)                                       | n/d                                                      |      |
| Llucena     | riu     | Millars  | 20 km    | 144 km2          | n/d        | Xodos                             | 40° 13′ 11″ N, 0° 17′ 03″ O / 40.21961°N,0.28425°O       | Rambla de la Vídua (l'Alcora)                                    | 40° 04′ 37″ N, 0° 09′ 45″ O / 40.0769°N,0.1625°O         |      |
| Millars     | riu     |          | 156 km   | 4.028 km2        | 14,72 m³/s | el Castellar                      | 40° 24′ 15″ N, 0° 47′ 34″ O / 40.40419°N,0.79278°O       | Mar Mediterrània (Almassora-Borriana)                            | 39° 54′ 31″ N, 0° 00′ 44″ O / 39.90862°N,0.01212°O       |      |
| Xinxilla    | riu     |          | n/d      | n/d              | n/d        | Cabanes                           | n/d                                                      | Mar Mediterrània (Orpesa)                                        | 40° 06′ 15″ N, 0° 09′ 04″ E / 40.104266°N,0.151246°E     |      |
| Belcaire    | riu     |          | 18,2 km  | 101,5 km2        |            | Alfondeguilla                     | n/d                                                      | Mar Mediterrània (Moncofa)                                       | 39° 47′ 13″ N, 0° 08′ 31″ O / 39.786944°N,0.141944°O     |      |
| Cerverola   | rambla  | Belcaire |          |                  |            | n/d                               | n/d                                                      | Belcaire (la Vall d'Uixó)                                        | n/d                                                      |      |
|             |         |          |          |                  |            |                                   |                                                          |                                                                  |                                                          |      |
| Barcella    | barranc | Cervol   | n/d      | n/d              |            | n/d                               | n/d                                                      | Cervol                                                           | n/d                                                      |      |
| Sec         | riu     |          | 27 km    | n/d              |            | n/d                               | n/d                                                      | Mar Mediterrània (Castelló de la Plana)                          | 40°00'07.3"N, 0°01'52.8"E / {{{dec-lat}}},{{{dec-long}}} |      |
| Poio        | rambla  |          | n/d      | 462 km2          |            | Xiva                              | n/d                                                      | L'Albufera (València)                                            | 39°21'36.6"N, 0°20'27.7"W / {{{dec-lat}}},{{{dec-long}}} |      |
| Veo         | riu     |          | 42 km    | 374 km2          |            | l'Alcúdia de Veo                  | n/d                                                      | Mar Mediterrània (Borriana)                                      | 39°52'41.7"N, 0°03'08.0"W / {{{dec-lat}}},{{{dec-long}}} |      |
| Palància    | riu     |          | 85 km    | 910 km2          | n/d        | el Toro                           | 39° 56′ 15″ N, 0° 45′ 38″ O / 39.937428°N,0.760608°O     | Mar Mediterrània (Sagunt)                                        | 39° 39′ 58″ N, 0° 12′ 24″ O / 39.666231°N,0.206623°O     |      |
| Almedíxer   | rambla  | Palància | n/d      | n/d              | n/d        | Aín                               | n/d                                                      | Palància (Castellnou-Soneixa)                                    | 39° 49′ 19″ N, 0° 25′ 33″ O / 39.821831°N,0.425793°O     |      |
| Chiquito    | riu     | Palància | n/d      | n/d              | n/d        | Algímia d'Almonesir               | n/d                                                      | Palància (Sogorb)                                                | 39° 51′ 11″ N, 0° 28′ 28″ O / 39.853091°N,0.474547°O     |      |
| Regajo      | riu     | Palància | n/d      | n/d              | n/d        | n/d                               | n/d                                                      | Palància (Emb. Regajo)                                           | 39° 53′ 59″ N, 0° 30′ 54″ O / 39.899761°N,0.515046°O     |      |
| Carraixet   | barranc |          | 45 km    | n/d              | n/d        | Gàtova                            | n/d                                                      | Mar Mediterrània (Alboraia)                                      | 39° 30′ 08″ N, 0° 19′ 23″ O / 39.502247°N,0.322973°O     |      |

## Llistes de rius del País Valencià per comarca
- Llista de rius del Baix Maestrat

## Rius del Sistema Ibèric Valencià

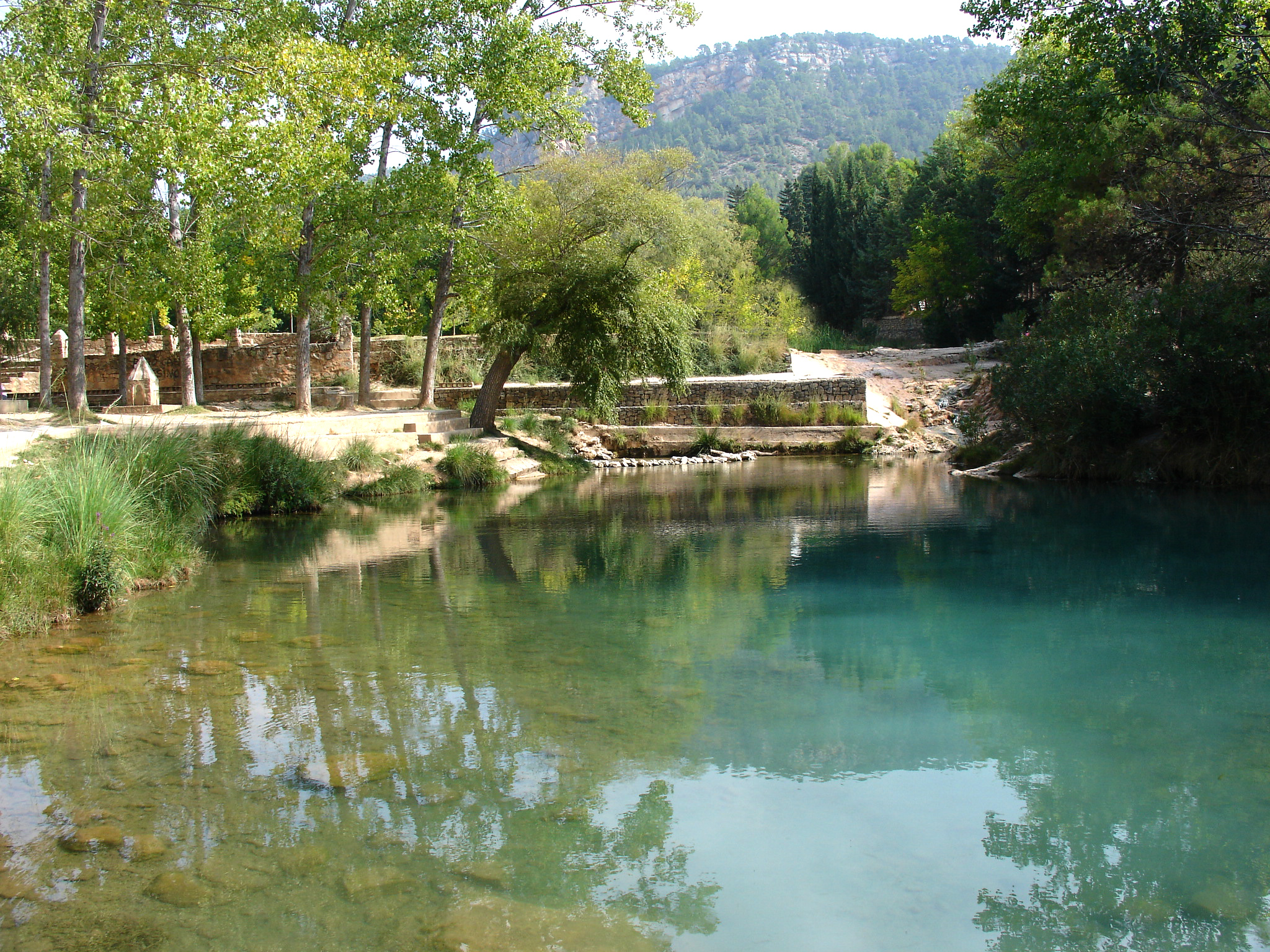
Riu Toixa

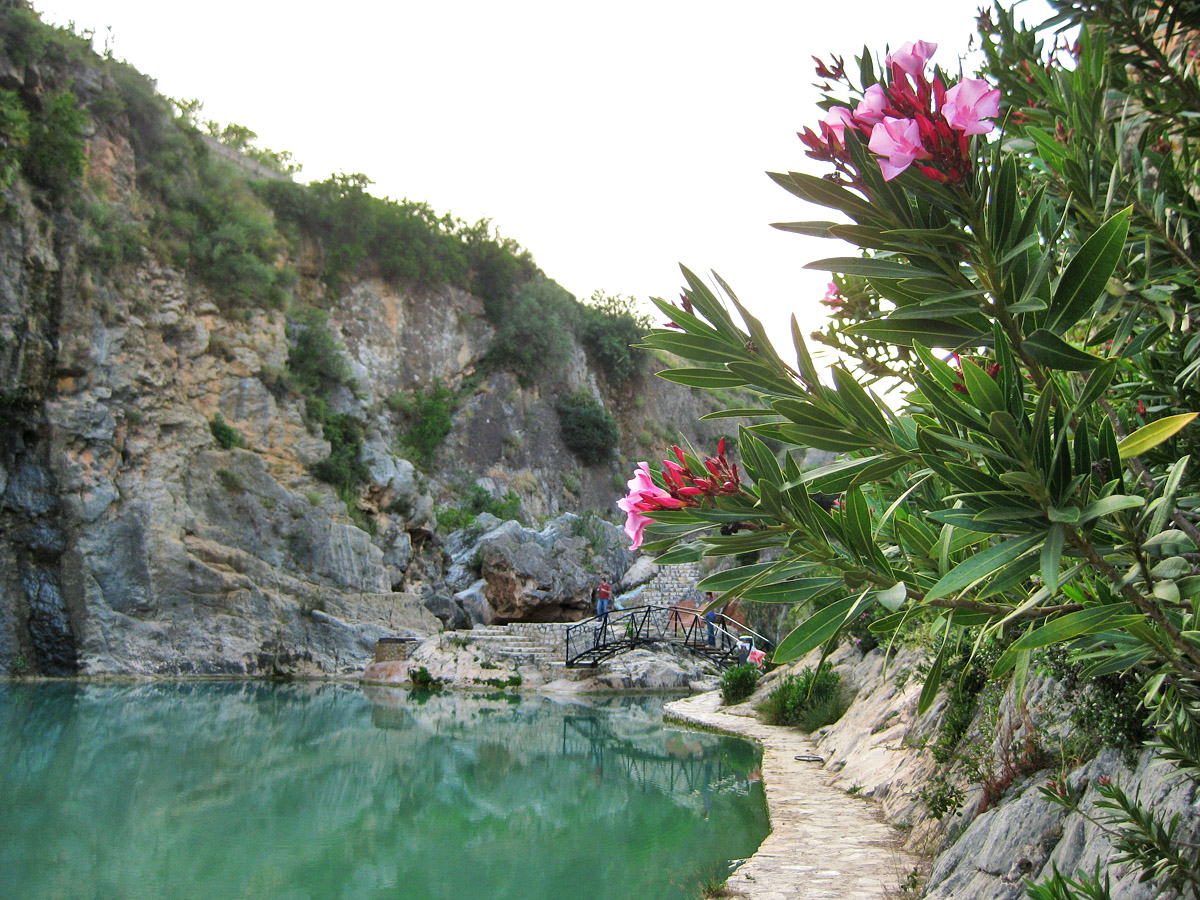
Riu Sellent

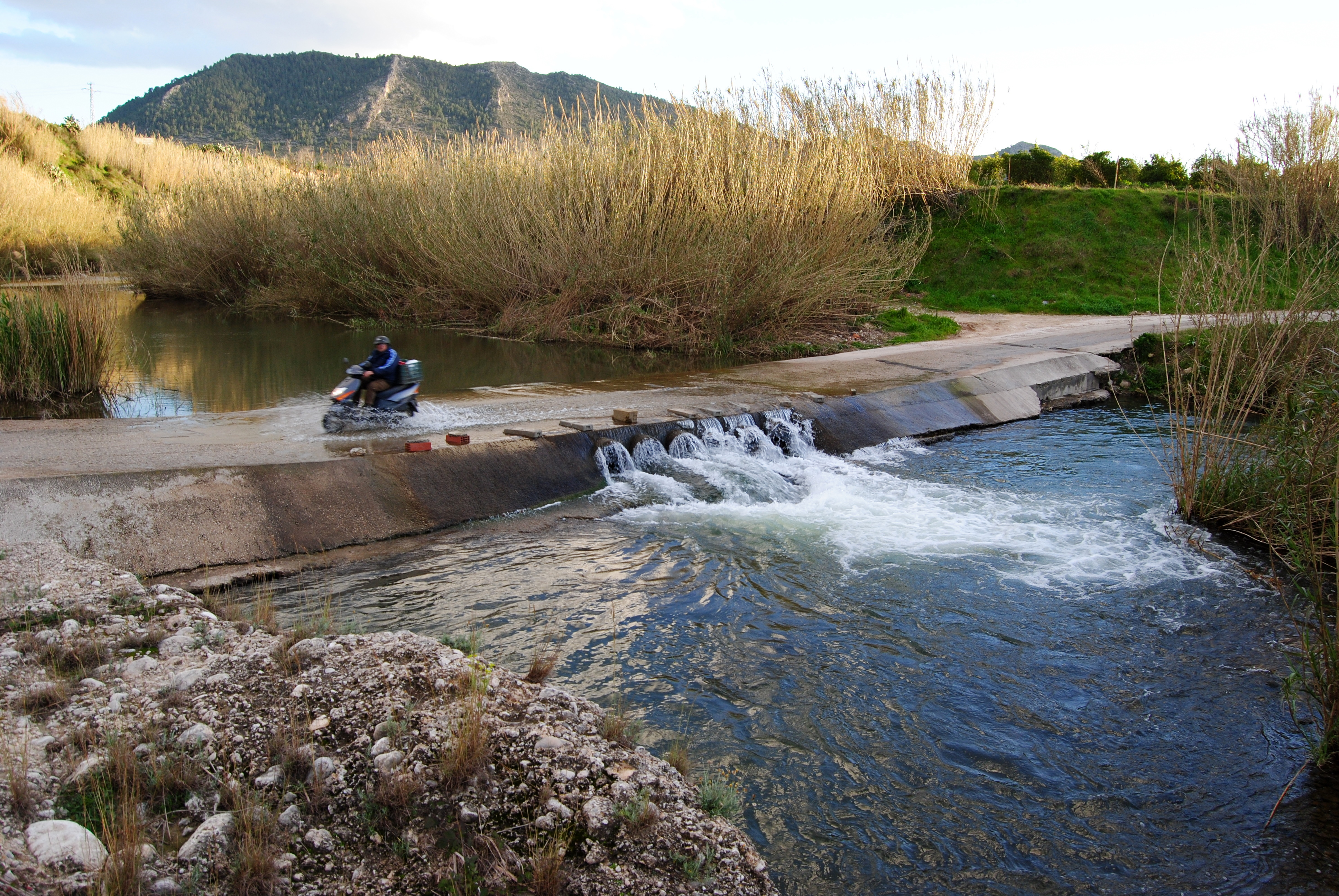
Cànyoles

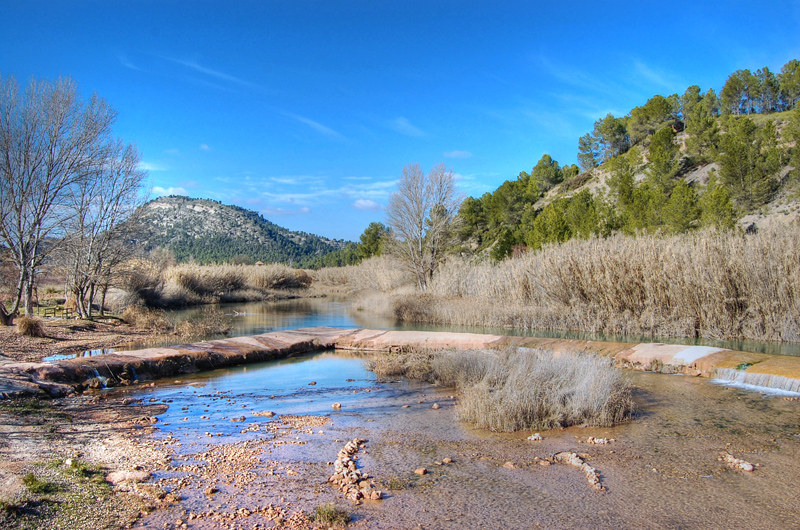
Cabriol

### Conca delRiu Túria
- Riu Alfambra (Aragó)[2]
- Riu Bohilgues, desemboca a Ademús.[3]
- Riu Camarena
- Rambla Castellarda o rambla del Villar.[4]
- Riu Ebrón[5]
- Barranc de La Hoz[6]
- Rambla Primera[7]
- Riu Reatillo
- Riu Toixa o riu de Xelva.[8]

### Conca delRiu Albaida[9]
- - Riu de Barxeta[10]
  - Clariano[11]
  - Barranc del Gorgorróbio[12]
  - Riu de Micena[13]
  - Barranc de Torrella o dels Pilarets.[14]
  - Cànyoles[15]
    - Riu dels Sants[16]
    - Barranc de Vallmelós[17]
- Cabriol[18]
  - Rambla Albosa
- Riu Escalona.[19] Riu de Cazumba a la capçalera.[20]
- Riu de La Hoz (riu Cantabán, riu de Zarra, riu de Xarafull)[21]
- Riu Magre[22]
  - Rambla de la Torre
  - Riu Madre
  - Riu Millars.[23]
    - Rambla d'Abacho

  - Riu de Bunyol, afluent per l'esquerra del Magre.[24]
    - Riu Joanes o rambla de Bosna, afluent del riu de Bunyol.[25]
- Riu Sellent o Sallent.[26]
  - Riu d'Anna
- Riu dels Ullals[27]

## Rius del Sistema Subbètic Valencià
- Riu Vaca
- Riu Gallinera

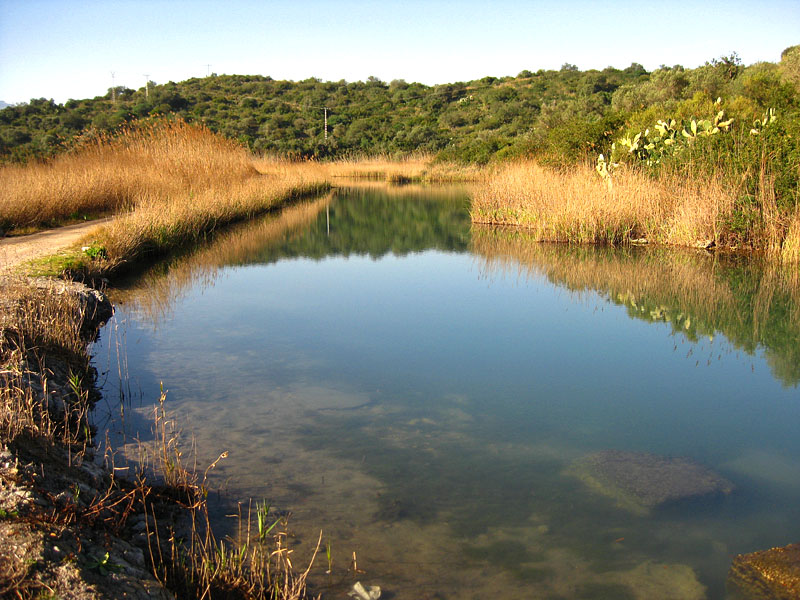
Riu Bullent (Pego)

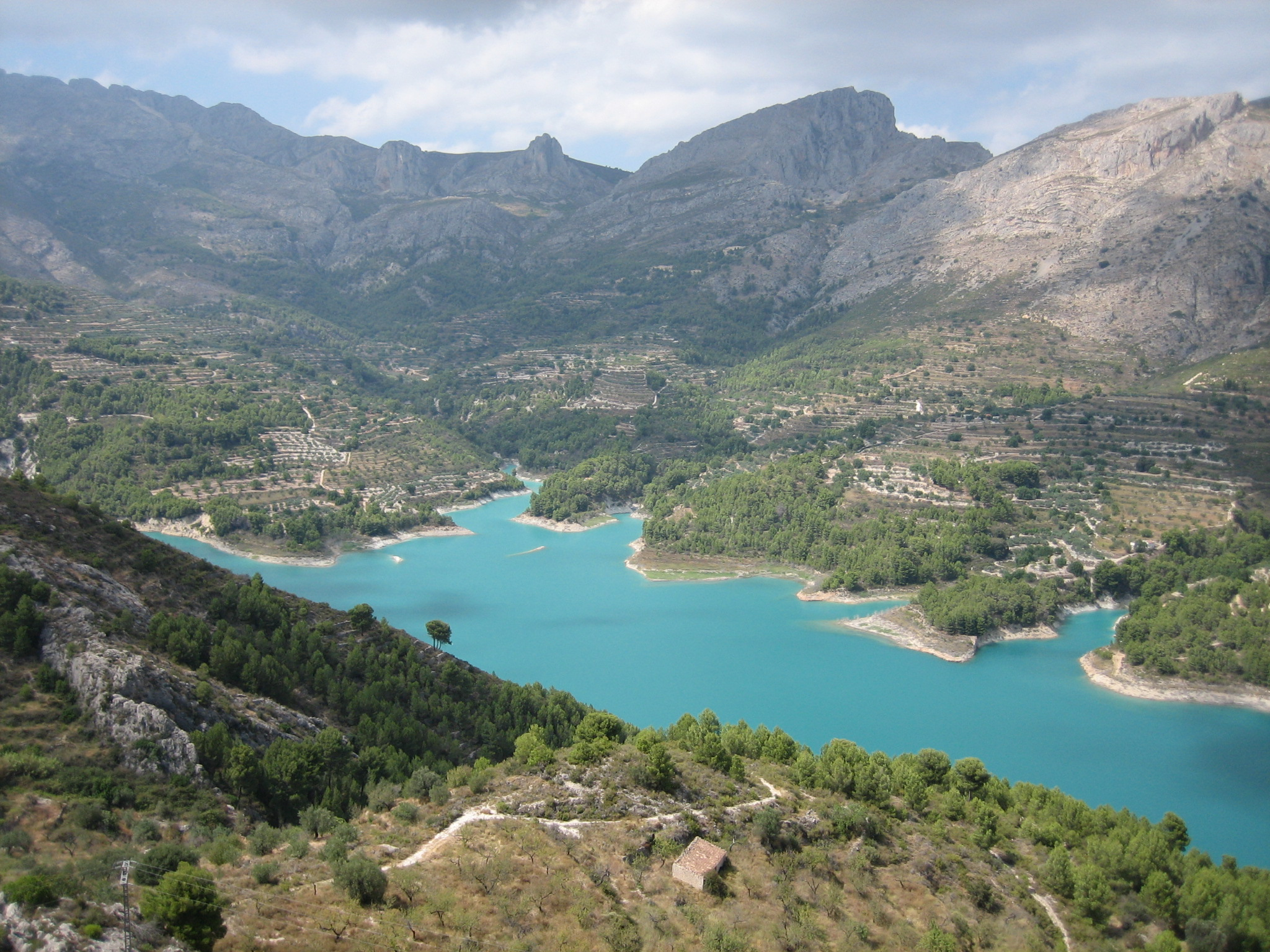
Riu Guadalest

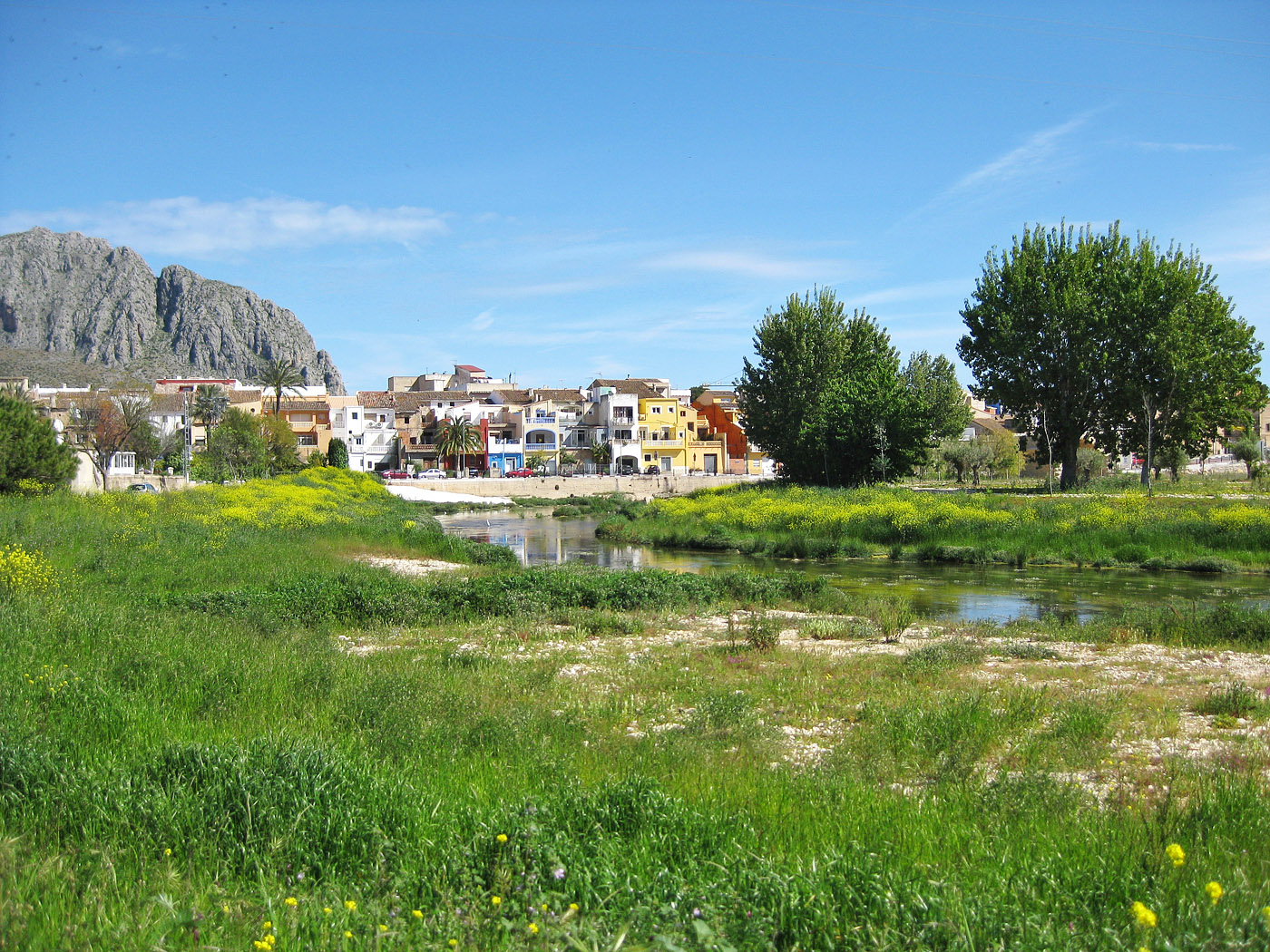
Riu Girona

- Riu Amadòrio o riu de la Vila, i Riu Sella (País Valencià)[28]
- Riu Bullent o el Calapatar.[29]
- Barranc de l'Alberca[30]
- Barranc de la Murta[31]
- Barranc de Marrulles[32]
- Riu Verd o Riu Montnegre[33]
- Rambla de les Ovelles[34]

### Conca delRiu Serpis[35]
- Riu d'Agres
- Barranc de Barxell
- Barranc del Cint[36]
- Barranc de l'Encantada[37]
- Riu Frainós[38]
- Barranc del Molinar[39]
- Barranc de Retilles[40]
- Riu Seta
- Barranc del Troncar[41]
- Riu Vernissa[42]

### Conca delRiu Algar[43]
- Riu Guadalest[44]

### Conca delRiu Girona[45]
- Barranc de la Fontblanca, Capçalera del Girona.[46]

### Conca delRiu Gorgos(riu de Xaló, riu de Benigembla)[47]
- Barranc del Llop[48]
- Barranc de Malafí[49]

### Conca delVinalopó[51]
- Rambla de Tarafa[52]